# Rillieux-la-Pape
Rillieux-la-Pape és un municipi francès, situat a la metròpoli de Lió i a la regió de Alvèrnia - Roine-Alps. L'any 2011 tenia 29.966 habitants.